# Bobo Brazil
Houston Harris (ur. 10 lipca 1924 w Little Rock, Arkansas, zm. 20 stycznia 1998 w St. Joseph, Michigan) – amerykański wrestler, bardziej znany jako Bobo Brazil. Przypisuje się mu przełamywanie barier segregacji rasowej we wrestlingu oraz jest uważany za jednego z pierwszych afroamerykańskich zawodowych zapaśników, którzy odnieśli duży sukces w tym biznesie.

## Kariera

### Wczesne życie
Będąc w wieku 7 lat zmarł jego ojciec przez co Harris imał się dorywczych prac – m.in. pracował w lokalnym gospodarstwie owocowym. Później grywał w baseball w odrębnej lidze dla czarnoskórych (tzw. „lidze murzyńskiej” – ang. Negro league) w klubie The House of David.

### Wrestling
Wrestlingiem zainteresował się pracując w hucie stali w Benton Harbor w stanie Michigan. Swoje pierwsze walki odbywał w stoczni Naval Armory, gdzie przestawiono go Joe Savoldi’emu. Savoldi został jego trenerem i nadał mu nowy gimmick o nazwie „BuBu Brasil – Południowoamerykański Gigant”, jednak podczas jednego z show promotor błędnie przeczytał jego imię zmieniając je na „Bobo”, co przystało przy nim przez całą jego karierę wrestlera. W czasie kiedy Brazil zaczynał występować na większych wydarzeniach, segregacja rasowa na południu Stanów Zjednoczonych zwykle ograniczała afroamerykańskich wrestlerów tylko do walk z innymi afroamerykańskimi zapaśnikami – Harris okazał się tak popularny, że promotorzy odłożyli na bok swoje uprzedzenia, aby zarabiać pieniądze na jego występach.
Pierwszą nagraną walkę odbył w dniu 29 marca 1948 jako „Houston Harris – Czarna Pantera” przeciwko Armandowi Myersowi, która zakończyła się po 30 minutach remisem. Odnosząc sukces w Detroit, które było ośrodkiem miejskim, Brazil zyskał rzeszę fanów zarówno wśród czarnych, jak i białych kibiców wrestlingu, dzięki swojej skromności, stylowi i profesjonalizmowi podczas walk, co sprawiło, że stał się wielką atrakcją i babyfacem wśród fanów obu ras. W okresie, gdy Harris osiągnął sławę, Afroamerykanie byli zmuszeni siedzieć w miejscach, w których trudno było zobaczyć walki Bobo Brazil – nawet sam Harris miał zakaz chodzenia do restauracji, hoteli, a nawet walk na niektórych terytoriach ze względu na kolor jego skóry.
Mierzył się z takimi wrestlerami jak: Killer Kowalski, Dick the Bruiser, Johnny Valentine i The Sheikiem, z którym prowadził zaciekłą rywalizację przez kilka dekad, obfitującą w krwawe starcia, m.in. o tytuł WWWF United States Heavyweight Championship. Później prowadził rywalizację z Buddym Rogersem i Bruno Sammartino, którego wyzwał na pojedynek o tytuł WWWF World Heavyweight Championship, jednak go nigdy nie zdobył.
Jest uznawany za pierwszego „nieoficjalnego afroamerykańskiego mistrza świata” po tym jak w 1962 pokonał Buddy’ego Rogersa o tytuł NWA World Heavyweight Championship. W retrospekcji kariery Bobo Brazila w artykule portalu Last Word On Pro Wrestling stwierdzono, że Brazil odmówił przyjęcia tytułu, ponieważ jego przeciwnik doznał kontuzji (w kayfabe) i zamiast tego chciał rozegrać rewanż w momencie gdy Buddy Rogers byłby gotowy do walki. Walka rewanżowa odbyła się już następnego dnia, kiedy Rogers odzyskał tytuł wygrywając z Brazilem i chociaż lokalna promocja uhonorowała zwycięstwo Bobo Brazila – NWA jako całość nigdy nie uznała jego panowania nad tym mistrzostwem.
W 1970 wystąpił w pierwszym w historii mieszanym rasowo tag team matchu u boku El Mongola przeciwko Mr. Ito i The Great Ota – walka miała miejsce w Atlancie. W latach 70. był mentorem Rocky’ego Johnsona – ojca Dwayne’a „The Rocka” Johnsona. Przeszedł na emeryturę po okresie czterdziestoletniej kariery w 1993. Jego ostatnią walką było starcie przeciwko Kelly’emu Kiniski, które odbyło się w Chicago. W 1994 został wprowadzony do galerii sław WWF Hall of Fame przez swojego długoletniego rywala – Erniego Ladda, stając się pierwszym Afroamerykaninem wprowadzonym do tej loży. Rok później Brazil wprowadził Ladda do tej galerii sław.

### Tytuły i osiągnięcia
- Big Time Wrestling (Detroit)
  - NWA United States Heavyweight Championship (wersja Detroit) (9 razy)
  - NWA World Tag Team Championship (wersja Detroit) (8 razy) – z Artem Thomasem (1 raz), Billem Millerem (1 raz), Atholem Laytonem (1 raz), The Stomperem (1 raz), Tonym Marino (3 razy) i Fredem Curry (1 raz)
- Big Time Wrestling (San Francisco)
  - NWA United States Heavyweight Championship (wersja San Francisco) (1 raz)
- Championship Wrestling from Florida
  - NWA Florida Tag Team Championship (2 razy) – ze Sweet Brown Sugarem (1 raz) i Dustym Rhodesem (1 raz)
- Eastern Sports Association
  - ESA North American Heavyweight Championship (1 raz)
- Japan Wrestling Association
  - NWA International Heavyweight Championship (1 raz)
- Maple Leaf Wrestling
  - NWA Canadian Open Tag Team Championship (1 raz) – z Whipperem Billym Watsonem
  - NWA United States Heavyweight Championship (wersja Toronto) (1 raz)
- Mid-Atlantic Championship Wrestling
  - NWA United States Heavyweight Championship (wersja Mid-Atlantic) (1 raz)
- Midwest Wrestling Association (Ohio)
  - MWA Ohio Heavyweight Championship (1 raz)
  - MWA Ohio Tag Team Championship (3 razy) – z Frankiem Talaberem
- National Wrestling Alliance
  - NWA Hall of Fame (wprowadzony w 2013)
- NWA Hollywood Wrestling/Worldwide Wrestling Associates
  - NWA Americas Heavyweight Championship (3 razy)
  - NWA „Beat the Champ” Television Championship (1 raz)
  - NWA International Television Tag Team Championship (4 razy) – z Wilburem Snyderem (2 razy), Sandorem Szabo (1 raz) i Primo Carnerą (1 raz)
  - NWA Pacific Coast Heavyweight Championship (wersja Los Angeles) (1 raz)
  - WWA World Heavyweight Championship (2 razy)
- Professional Wrestling Hall of Fame and Museum
  - Television Era (wprowadzony w 2008)
- Pro Wrestling Illustrated
  - Nagroda życia (1998)
- Superstars of Wrestling
  - SoW United States Heavyweight Championship (1 raz)
- World Wrestling Association (Indianapolis)
  - WWA World Heavyweight Championship (2 razy)
  - WWA World Tag Team Championship (1 raz) – z Chrisem Carterem
- World Wide Wrestling Federation/World Wrestling Federation
  - WWWF United States Heavyweight Championship (7 razy)
  - WWF Hall of Fame (wprowadzony w 1994)
- Wrestling Observer Newsletter
  - Wrestling Observer Newsletter Hall of Fame (wprowadzony w 1996)
- Inne
  - World Negro Heavyweight Championship (2 razy)

## Życie osobiste
Był żonaty, miał sześcioro dzieci. Jego syn Karl występował jako wrestler pod pseudonimem Bobo Brazil Jr. Po przejściu na emeryturę otworzył restaurację o nazwie Bobo’s Grill.
W książce pt. The Squared Circle: Life, Death, and Professional Wrestling, historyk wrestlingu David Shoemaker określił go mianem: „Jackie Robinson Of Professional Wrestling”. Również zawodowy bokser Joe Frazier wymienił Bobo Brazila jako swojego idola.
Zmarł 20 stycznia 1998 w wieku 74 lat w szpitalu Lakeland Medical Center w St. Joseph w stanie Michigan. Został przyjęty do szpitala po tym jak przeszedł serię udarów mózgu.